# یاروو
یاروو (به انگلیسی: Yaroo) یک روستا در پاکستان است که در ناحیه دیره غازی خان واقع شده‌است. یاروو ۱۲۱ متر بالاتر از سطح دریا واقع شده‌است.